# Jackie Gleason
John Herbert "Jackie" Gleason, Jr. (ur. 26 lutego 1916 w Nowym Jorku, zm. 24 czerwca 1987 w Fort Lauderdale) – amerykański aktor, komik i piosenkarz. Był nominowany do Oscara za rolę drugoplanową w filmie Bilardzista. Twórca i główny bohater amerykańskiego serialu The Honeymooners, którego polska adaptacja otrzymała tytuł: Miodowe lata.

## Wybrana filmografia
- 1955-1956 The Honeymooners – Ralph Kramden
- 1961 Bilardzista (The Hustler) – Minnesota Fats
- 1977 Mistrz kierownicy ucieka (Smokey and the Bandit) – szeryf Buford T. Justice
- 1980 Mistrz kierownicy ucieka 2 (Smokey and the Bandit II) – szeryf Buford T. Justice
- 1983 Mistrz kierownicy ucieka 3 (Smokey and the Bandit III) – szeryf Buford T. Justice
- 1983 Żądło II (The Sting II) – Fargo Gondorff